# UFC Fight Night: MacDonald vs. Saffiedine
UFC Fight Night: MacDonald vs. Saffiedine（ユーエフシー・ファイトナイト：マクドナルド・バーサス・サフィジーヌ、別名UFC Fight Night 54）は、アメリカ合衆国の総合格闘技団体「UFC」の大会の一つ。2014年10月4日、カナダ・ノバスコシア州ハリファックスのスコシアバンク・センターで開催された。

## 大会概要
本大会ではローリー・マクドナルドとタレック・サフィジーヌによるウェルター級ワンマッチが組まれた。
キャリア8戦全勝のCFFCライト級王者ポール・フェルダーがUFCデビュー。

### カード変更
負傷などによるカードの変更は以下の通り。
- ルイス・ゴーディノ → クリス・ケラデス（第3試合）

- ロブ・フォント → ローマン・サラザール（第7試合）

- ペイジ・ヴァンザント vs. ケイリン・カラン → UFC Fight Night 57に移動

- アルジャメイン・ステアリング vs. ミッチ・ガニョン → ステアリングの負傷により中止

## 試合結果

### アーリープレリム
第1試合 バンタム級ワンマッチ 5分3R
○  ペドロ・ムニョス vs.  ジェロッド・サンダース ×
1R 0:39 ギロチンチョーク
※ムニョスの薬物検査失格によりノーコンテスト。
第2試合 ウェルター級ワンマッチ 5分3R
○  アルバート・トゥメノフ vs.  マット・ドゥワイヤー ×
1R 1:03 KO（左ハイキック→パウンド）

### プレリミナリーカード
第3試合 フライ級ワンマッチ 5分3R
○  クリス・ケラデス vs.  パトリック・フロハン ×
3R終了 判定3-0（29-28、29-28、29-28）
第4試合 ライト級ワンマッチ 5分3R
○  ポール・フェルダー vs.  ジェイソン・サッゴ ×
3R終了 判定2-1（28-29、29-28、29-28）
第5試合 ライト級ワンマッチ 5分3R
○  オリビエ・オービン＝メルシエ vs.  ジェイク・リンジー ×
2R 3:22 ショルダーロック
第6試合 ライト級ワンマッチ 5分3R
○  ダロン・クルックシャンク vs.  アンソニー・ヌジョクアニ ×
3R終了 判定3-0（30-27、30-27、30-27）

### メインカード
第7試合 バンタム級ワンマッチ 5分3R
○  ミッチ・ガニョン vs.  ローマン・サラザール ×
1R 2:06 リアネイキドチョーク
第8試合 ウェルター級ワンマッチ 5分3R
○  ノーディン・タレブ vs.  リー・ジンリャン ×
3R終了 判定2-1（29-28、28-29、30-27）
第9試合 ミドル級ワンマッチ 5分3R
○  エリアス・テオドロウ vs.  ブルーノ・サントス ×
3R終了 判定3-0（29-28、29-28、29-28）
第10試合 ライト級ワンマッチ 5分3R
○  チャド・ラプリス vs.  ヨスデニス・セデーノ ×
3R終了 判定3-0（30-27、30-27、30-27）
第11試合 バンタム級ワンマッチ 5分3R
○  ハファエル・アスンソン vs.  ブライアン・キャラウェイ ×
3R終了 判定3-0（30-27、30-27、30-27）
第12試合 ウェルター級ワンマッチ 5分5R
○  ローリー・マクドナルド vs.  タレック・サフィジーヌ ×
3R 1:28 TKO（左アッパー→パウンド）

### 各賞
ファイト・オブ・ザ・ナイト： クリス・ケラデス vs. パトリック・フロハン
パフォーマンス・オブ・ザ・ナイト： ローリー・マクドナルド、オリビエ・オービン＝メルシエ
各選手にはボーナスとして5万ドルが支給された。